# Vonh
Voingt és un municipi francès situat al departament del Puèi Domat i a la regió d'Alvèrnia-Roine-Alps. L'any 2007 tenia 62 habitants.

## Demografia

### Població
El 2007 la població de fet de Voingt era de 62 persones. Hi havia 28 famílies de les quals 12 eren unipersonals (8 homes vivint sols i 4 dones vivint soles), 4 parelles sense fills, 8 parelles amb fills i 4 famílies monoparentals amb fills.
La població ha evolucionat segons el següent gràfic:
Habitants censats

### Habitatges
El 2007 hi havia 53 habitatges, 27 eren l'habitatge principal de la família, 19 eren segones residències i 7 estaven desocupats. 48 eren cases i 5 eren apartaments. Dels 27 habitatges principals, 21 estaven ocupats pels seus propietaris, 3 estaven llogats i ocupats pels llogaters i 4 estaven cedits a títol gratuït; 3 tenien tres cambres, 5 en tenien quatre i 20 en tenien cinc o més. 23 habitatges disposaven pel capbaix d'una plaça de pàrquing. A 21 habitatges hi havia un automòbil i a 4 n'hi havia dos o més.

### Piràmide de població
La piràmide de població per edats i sexe el 2009 era:
| Homes | Edats   | Dones |
| ----- | ------- | ----- |
| 0     | 95 o +  | 4     |
| 0     | 90 a 94 | 0     |
| 4     | 85 a 89 | 4     |
| 0     | 80 a 84 | 0     |
| 0     | 75 a 79 | 4     |
| 0     | 70 a 74 | 8     |
| 4     | 65 a 69 | 4     |
| 4     | 60 a 64 | 4     |
| 0     | 55 a 59 | 0     |
| 0     | 50 a 54 | 0     |
| 0     | 45 a 49 | 0     |
| 0     | 40 a 44 | 0     |
| 4     | 35 a 39 | 4     |
| 0     | 30 a 34 | 0     |
| 0     | 25 a 29 | 0     |
| 0     | 20 a 24 | 0     |
| 0     | 15 a 19 | 0     |
| 0     | 10 a 14 | 4     |
| 4     | 5 a 9   | 0     |
| 0     | 0 a 4   | 0     |

## Economia
El 2007 la població en edat de treballar era de 27 persones, 20 eren actives i 7 eren inactives. De les 20 persones actives 17 estaven ocupades (12 homes i 5 dones) i 3 estaven aturades (2 homes i 1 dona). De les 7 persones inactives 2 estaven jubilades, 2 estaven estudiant i 3 estaven classificades com a «altres inactius».
Activitats econòmiques
Dels 3 establiments que hi havia el 2007, 1 era d'una empresa de fabricació d'altres productes industrials, 1 d'una empresa de construcció i 1 d'una empresa de comerç i reparació d'automòbils.
L'únic servei als particulars que hi havia el 2009 era una fusteria.
L'any 2000 a Voingt hi havia 11 explotacions agrícoles que ocupaven un total de 504 hectàrees.

## Poblacions més properes
El següent diagrama mostra les poblacions més properes.